# Río Marapa
Le Río Marapa est une rivière du centre-nord de l'Argentine, qui coule dans la province de Tucumán. C'est un des principaux affluents du Río Dulce auquel il donne ses eaux en rive droite. Il fait donc partie du bassin endoréique de la Mar Chiquita.

## Géographie
Il naît de l'union de deux cours d'eau, le Río Chavarria venu du nord (gauche) et qui draine les versants orientaux des sommets de la Cumbre de Narvaéz, et le Río Singui venu du sud (droite) et qui reçoit les eaux des versants occidentaux de ces mêmes sommets, versants situés dans la partie orientale de la province de Catamarca. 
Le confluent de ces deux cours d'eau est aujourd'hui submergé par la retenue du barrage d'Escaba. Dès lors le Río Marapa continue son parcours droit vers l'est, à travers le sud de la province de Tucumán et finit par rejoindre le Río Dulce au niveau de la retenue de río Hondo.
La surface totale de son bassin versant est de 2.321 kilomètres carrés. Le débit final, au lac-retenue de río Hondo est de 6,53 m3/s. Son bassin versant compte pas moins de 297 cours d'eau.

## Les débits mensuels à la station du barrage d'Escaba
Le débit de la rivière a été observé pendant 4 ans (1949-1952) au barrage d'Escaba , dans la province de Tucumán, situé peu avant la sortie de la rivière hors de la zone montagneuse de la Cumbre de Narvaéz. 
À Escaba, le débit annuel moyen ou module observé sur cette période a été de 4,61 m3/s pour un bassin versant de 900 km2.
La lame d'eau écoulée dans cette portion du bassin - de loin la plus importante du point de vue de l'écoulement - atteint ainsi le chiffre de 162 millimètres par an.